# بورت دو مونتروي (مترو باريس)
بورت دو مونترويل (بالفرنسية: Porte de Montreuil)‏ هي محطة مترو تابعة لمترو باريس تقع في فرنسا في الدائرة العشرون في باريس.[بحاجة لمصدر]